# Калужское наместничество

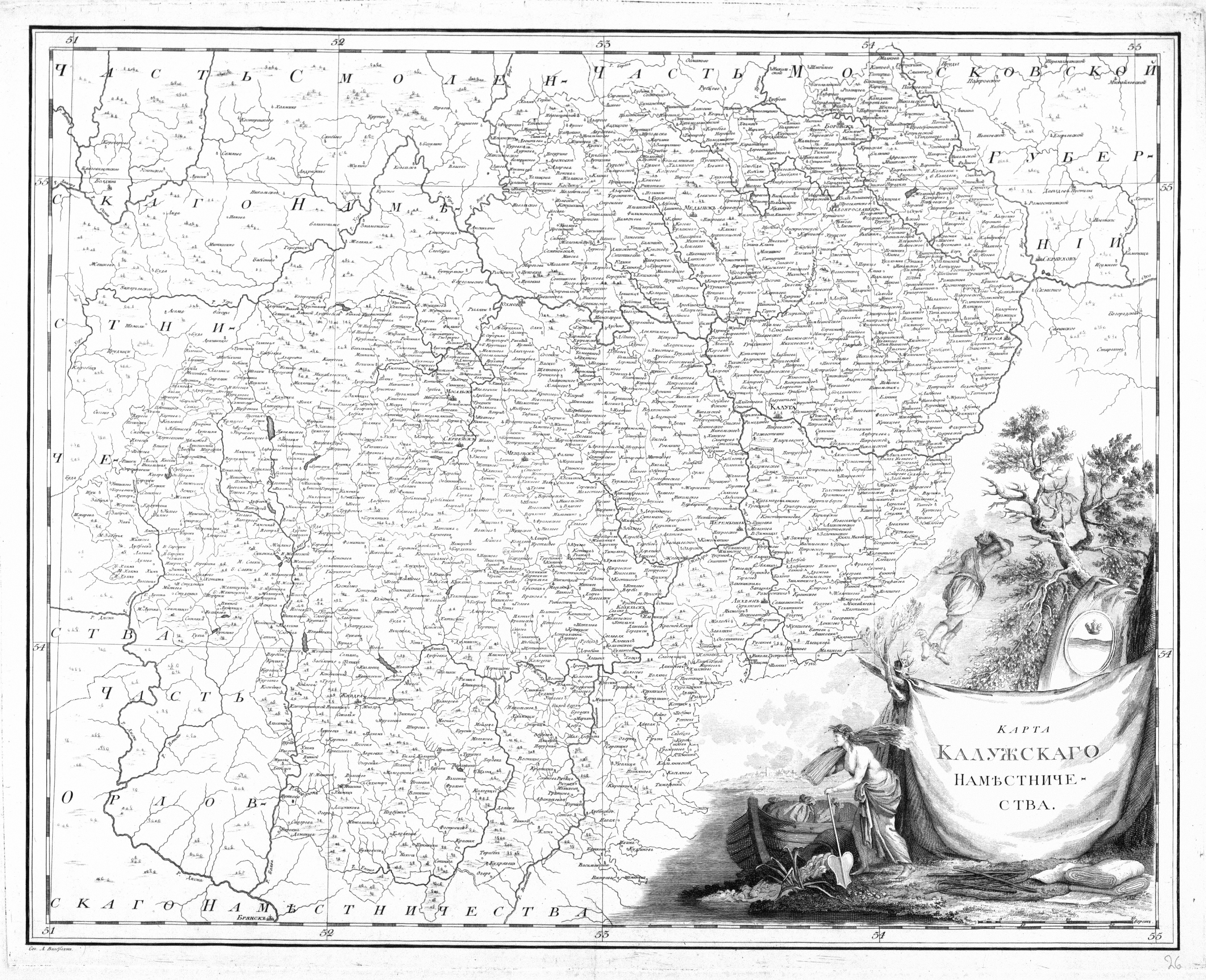
Карта Калужского наместничества из Российского атласа из сорока четырех карт состоящего и на сорок на два наместничества Империю разделяющего» (1792).

Калу́жское наме́стничество — административно-территориальная единица Российской империи, существовавшая в 1776—1796 годах с центром в городе Калуге.

## История
7 ноября 1775 года Екатериной II принимается закон: «Учреждения для управления губерний», в соответствии с которым изменялись территории и состав губерний, упразднялись провинции
24 августа 1776 года было образовано Калужское наместничество из юго-западных уездов Московской губернии и Брянского уезда Белгородской губернии.

В 1776 г. постановлено было открыть Калужское наместничество. В это время населения в Калужской губернии было около 700.000 душ. Наместничество и получило те пределы, в которых находится губерния и теперь
.1 (12) ноября 1776 года наместник, генерал поручик, Михаил Никитович Кречетников объявил, что её Императорское Величество повелела ему открыть Калужскую губернию, в составе городов с уездами — Калуга, Перемышль (с Воротынским уездом), Лихвин, Одоев, Мещовск, Козельск, Серпейск, Мосальск, новоучреждённый город Медынь, Малой Ярославец (с Оболенским уездом), Боровск (с частью уезда), Таруса. Первое собрание дворянского съезда назначено на 14 (25) января 1777 года.
Во вновь созданное Калужское наместничество вошло двенадцать уездов: Боровский, Калужский, Козельский, Лихвинский, Малоярославецкий, Медынский, Мещовский, Мосальский, Одоевский, Перемышльский, Серпейский и Тарусский.
В 1777 году Одоевский уезд вошёл в состав Тульского наместничества, и в том же году был образован Жиздринский уезд.
12 (23) декабря 1796 года указом Павла I «О новом разделении Государства на Губернии» Калужское наместничество было преобразовано в Калужскую губернию.

## Руководители наместничества
«Наместники назначались из числа высших сановников империи и наделялись чрезвычайными полномочиями. Они имели право общего надзора за местным аппаратом управления и суда, были ответственны перед императрицей и Сенатом».

### Генерал-губернаторы
| Ф. И. О.                     | Титул, чин, звание  | Время замещения должности |
| ---------------------------- | ------------------- | ------------------------- |
| Кречетников Михаил Никитович | граф, генерал-аншеф | 24.08.1776—09.05.1793     |
| Кашкин Евгений Петрович      | генерал-аншеф       | 02.09.1793—07.10.1796     |

### Правители наместничества
| Ф. И. О.                      | Титул, чин, звание               | Время замещения должности |
| ----------------------------- | -------------------------------- | ------------------------- |
| Лецкой Алексей Петрович       | генерал-майор                    | 31.10.1776—28.07.1782     |
| Протасов Пётр Степанович      | генерал-поручик                  | 28.07.1782—30.09.1792     |
| Долгоруков Пётр Петрович      | князь, генерал-майор             | 30.09.1792—27.10.1793     |
| Облеухов Александр Дмитриевич | генерал-майор                    | 10.02.1794—17.12.1795     |
| Ланской Василий Сергеевич     | действительный статский советник | 06.01.1796—15.02.1797     |

## Статьи и публикации
- Тархов С. А. Изменение административно-территориального деления России за последние 300 лет // География : Газета. — 2001. — № 15.
- Хитров Д. А. Электронные карты административно-территориального деления России накануне и после губернской реформы 1775 г. // Русь, Россия: Средневековье и Новое время. Выпуск 3:Третьи чтения памяти академика РАН Л.В. Милова. : Научное издание. — M.: МГУ им. М.В. Ломоносова, 2013. — ISBN 978-5-88060-056-4.